# 郭旗乡
郭旗乡，是中华人民共和国陕西省延安市延长县一个已撤销的乡级行政区，2015年，陕西省民政厅批复同意撤销郭旗乡，将其所辖行政区域划归郑庄镇。